# Novy Dol
 (juillet 2023).
Novy Dol (Новый Дол) est un village de Russie situé dans le raïon (arrondissement) de Barych de l'oblast d'Oulianovsk. Il dépend du conseil rural de Malaïa Khoumouter.

## Géographie
Novy Dol se trouve à 17 km au nord de Barych, sur la rivière Barych.

## Histoire
Le village est fondé en 1675 par un noble de Simbirsk, Ivan Zinoviev, qui reçoit pour loyaux services « une terre domaniale en face de la ville de Karsoun des deux côtés de la rivière Barych, dans le tracé de Pessotchnoïe. » Le village prend le nom de Zinovievka et quand en 1725 l'on y construit l'église de la Sainte-Mère-de-Dieu, il prend le nom de Bogorodskaïa Zinovievka. La veuve de Zinoviev, Fevronia Ivanovna, et ses filles Anne et Eudoxie fondent un village dans un marais de la partie supérieure du Barych, à plus de trente verstes de leur domaine. Ce nouveau village prend le nom officiel de Novaïa Zinovievka (Zinovievka-la-Neuve, aujourd'hui Krasnaïa Zorka), tandis que Bogorodkaïa Zinovievka devient Staraïa Zinovievka (Zinovievka-la-Vieille).
En 1780, Zinovievka de la rivière Barych sort de l'ouïezd de Simbirsk pour entrer dans l'ouïezd de Karsoun. À la veille de la réforme paysanne de 1861, Staraïa Zinovievka appartient à la famille Dourassov et est constituée alors de 79 foyers pour 705 habitants. Il y a une église, un marché et des échoppes de marchands. Une nouvelle église de bois est construite en 1871, dédiée à la Sainte Mère de Dieu (avec deux autels secondaires, l'un dédié à saint Michel, l'autre aux apôtres Pierre et Paul).
Le village compte plus d'un millier d'habitants à la fin du XIXe siècle, une administration de volost, une école ouverte en 1864, une poste et un marché hebdomadaire. En 1905, l'un des haras de trotteurs les plus célèbres (non seulement dans la province, mais dans toute la Russie) est situé près du village de Staraïa Zinovievka (aujourd'hui Novy Dol) et appartient à la comtesse Alexandra Fiodorovna Tolstoï,.

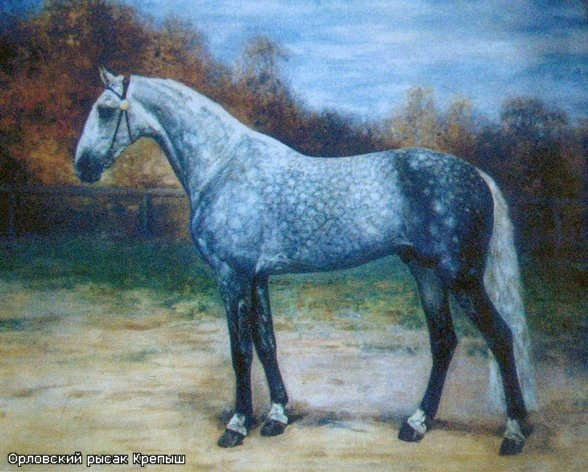
Le trotteur Krepych de race Orlov par Sergueï Vorochilov. Acheté en 1913 par la comtesse Tolstoï.

Cette femme énergique a hérité de ce domaine à la mort de son mari, le prince P.F. Dourassov, et se remarie en secondes noces avec le général à la retraite A.P. Tolstoï. Elle fait de son domaine une exploitation agricole de premier plan. Elle dispose de sept mille déciatines de terres exploitées selon les méthodes les plus effectives; ses vaches sont de race Allgäu. Elle fait bâtir trois haras, plusieurs moulins, élève des chevaux et des bœufs pour l'armée, et fait même forer des puits pour chercher du pétrole. En 1913, elle dépense une somme folle pour acheter un trotteur pommelé de race Orlov du nom de Krepych (Costaud),. Il est appelé par les contemporains « le cheval du siècle », pour ses excellentes qualités de course. Il a participé à 79 courses dans les premiers, a terminé vainqueur dans 55 courses, a amélioré 13 fois son record. Pendant tout le temps des courses, il a permis à la comtesse Tolstoï de gagner plus de 300 000 roubles ! Krepych meurt tragiquement en septembre 1918.
En 1913, le village compte 513 habitants, une église, une école, un bureau de poste-télégraphe et un marché le dimanche. En août 1917, le commissaire de Simbirsk du gouvernement provisoire fait part à la capitale que « le domaine de la comtesse Tolstoï de Staraïa Zinovievka a été saccagé par les paysans des villages voisins; des terres en jachère et un millier d'arpents de prairies ont été emportés, des fermes ont été pillées, dont une a été incendiée... 8600 livres de céréales ont été retirées des granges d'épargne, des clôtures, des jardins et des vergers ont été détruits. Le domaine compte 300 salariés familiaux, 3 haras, une ferme modèle pour l'élevage de bovins. » Une unité est envoyée pour réprimer les émeutiers.
Une unité de volontaires de l'Armée rouge est formée à l'été 1918 qui entre dans la 24e division de tirailleurs (dite la division de fer); mais en mars 1919 toute la région est en proie à la rébellion contre les bolchéviques. Celle-ci est matée dans le sang.
Le kolkhoze « La Moisson » est formé en 1929. En 1952, il fusionne avec le kolkhoze Vorochilov de Possiolki et devient en 1957 le kolkhoze Dzerjinski. L'artel agricole Flambeau de la Révolution de Barychskaïa Dourassovka le rejoint l'année suivante, puis l'artel Kalinine de Belikovo. Le kolkhoze Dzerjinski devient donc l'un des plus importants de la région.
En 1931, le village compte 1 166 habitants. Il prend le nom de Novy Dol en 1937 car en 1936 Grigori Zinoviev a été fusillé en tant qu'ennemi du peuple et le nom du village (qui faisait pourtant référence à un autre Zinoviev) pouvait prêter à confusion. Tous les noms se rapportant à Zinoviev disparaissent de toute l'URSS à cette époque. Staraïa Zinovievka devient donc Novy Dol et Novaïa Zinovievka, Krasnaïa Zorka (Aube rouge).
En 1942, l'ancien manoir de la comtesse Tolstoï (reconstruit en 1911) devient une maison de l'enfance (aujourd'hui appelée L'Île de l'Enfance).

## Population
- 1780: 293 âmes (paysans soumis à la glèbe)[1].
- 1859: 705 habitants[2].
- 1913: 513 habitants
- 1931: 1166 habitants
- 1996: 667 habitants
- 2010: 522 habitants

## Lieux à visiter

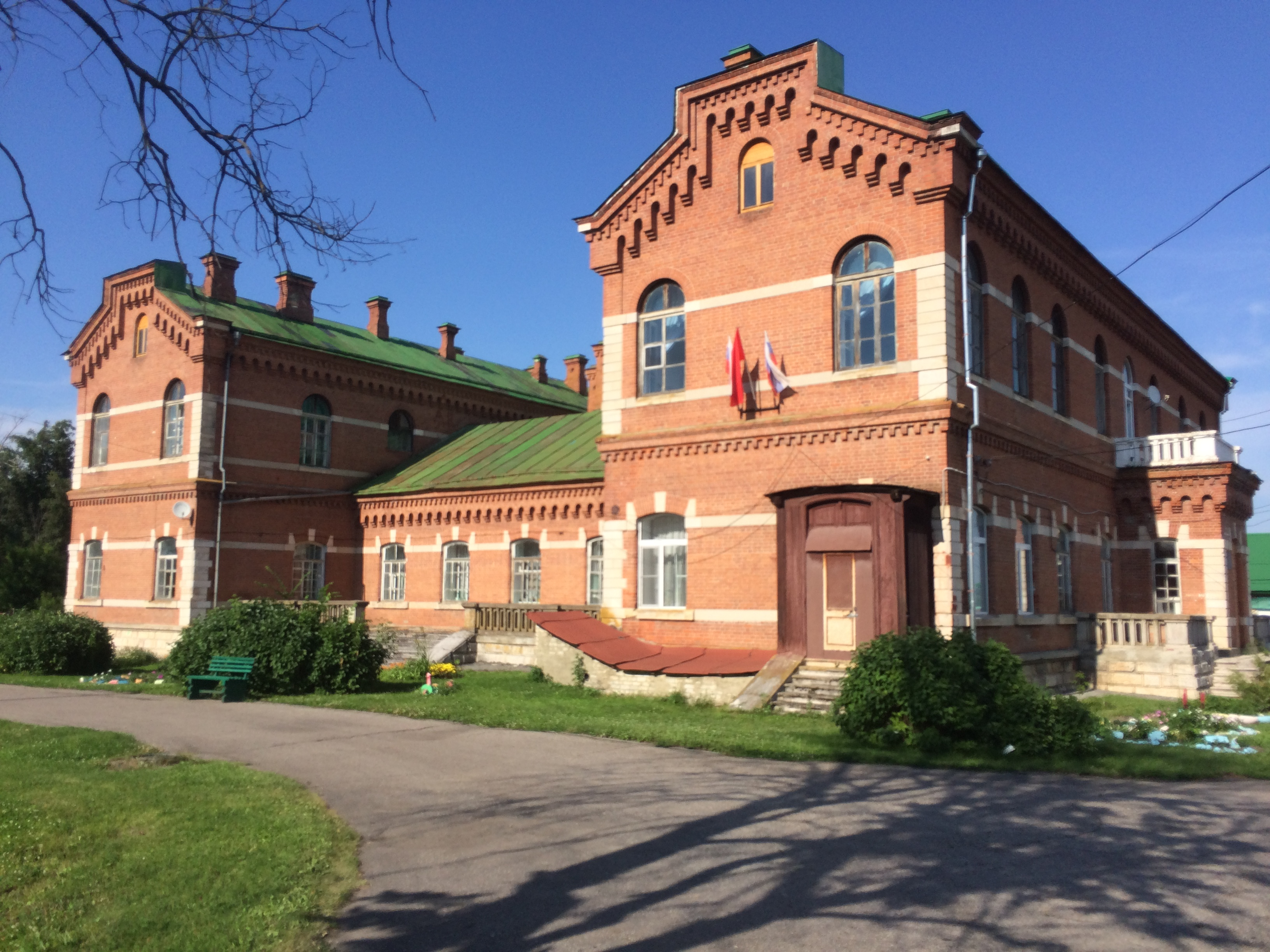
Ancien manoir des Dourassov-Tolstoï, inscrit au patrimoine architectural régional

- Ancien manoir des Dourassov-Tolstoï, inscrit au patrimoine régional[10],[11], avec le parc de la comtesse Alexandra Tolstoï[12],[13],[14].
- Monument aux morts des 303 villageois morts au front pendant la Grande Guerre patriotique.
- Parc forestier de Novy Dol, zone protégée[15].

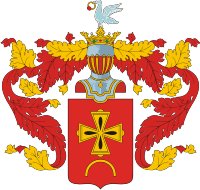
Armes des Zinoviev.
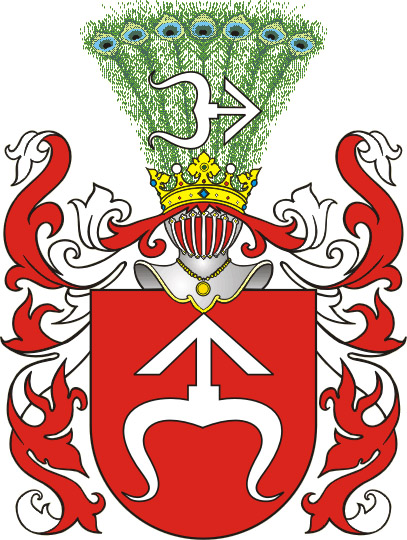
Armes des princes Dourassov.
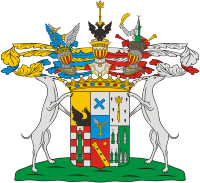
Armes des comtes Tolstoï.